# Йорменешть
Йорменешть, Йорменешті (рум. Iormănești) — село у повіті Горж в Румунії. Адміністративний центр комуни Глогова.
Село розташоване на відстані 256 км на захід від Бухареста, 31 км на південний захід від Тиргу-Жіу, 96 км на північний захід від Крайови.

## Населення
За даними перепису населення 2002 року у селі проживали 466 осіб, з них 464 особи (99,6%) румунів. Рідною мовою 464 особи (99,6%) назвали румунську.